# التوقف عند الغابة في مساء مثلج
| Stopping by Woods on a Snowy Evening روبرت فروست \| الترجمة العربية \| النص بالإنجليزية [5] \| \| --------------------------------------------------------------------------------------------------------------------------------------------------------------------------------------------------------------------------------------------------------------------------------------------------------------------------------------------------------------------------------------------------------------------------------------------------------------------------------- \| ------------------------------------------------------------------------------------------------------------------------------------------------------------------------------------------------------------------------------------------------------------------------------------------------------------------------------------------------------------------------------------------------------------------------------------------------------------------------------------------------------------------------------------------------------------- \| \| اعتَقد أنَّنِي أَعرِف صَاحِبُ هَذِهِ الغابَة. لَكِن منزِلَهُ في القَريَةِ المُجَاوَرَة؛ وَلَن يَرَانِي هُنَا وَأَنَا اتأملها أشاهِدُها وَهِي تَمتَلِئ بِالثُّلُوج. تَعَجَّب حِصَانِي الصَّغِير لِأَمرٍ غَرِيب مِن وُقُوفِي هُنَا وَلَا يُوجَدُ مَنزِل قَرِيب بَين الغَابَة وَالبركَة المُتَجَمِّدَة فِي أَكثَرِ أمسيات السَنَة دُجنة. هَزّ الحِصَان الصُدَاح المُعَلَّق لِيُقرَع الأَجرَاسَ لِيسأَلَ عَن الخطب وَإِن كَانَ هُنَاكَ إِشكالَ. لَا يُوجَدُ صَوت سِوَى ذَاكَ الصَّوت صَوت الرِّيح الخَفِيفَة ونديف الثَّلج. الغابَة سَاحِرَةٌ بَدِيعةٌ وعميقة، لَكِن لَدَيّ وَعُود يَجِبُ أَن أَفِي بِهَا، وأميال أُخْرَى قَبْلَ الرُّقَاد، وأميال أُخْرَى قَبْلَ الرُّقَاد. \| Whose woods these are I think I know. His house is in the village though; He will not see me stopping here To watch his woods fill up with snow. My little horse must think it queer To stop without a farmhouse near Between the woods and frozen lake The darkest evening of the year. He gives his harness bells a shake To ask if there is some mistake. The only other sound's the sweep Of easy wind and downy flake. The woods are lovely, dark and deep. But I have promises to keep, And miles to go before I sleep, And miles to go before I sleep. \| | |
| الترجمة العربية | النص بالإنجليزية |
| اعتَقد أنَّنِي أَعرِف صَاحِبُ هَذِهِ الغابَة. لَكِن منزِلَهُ في القَريَةِ المُجَاوَرَة؛ وَلَن يَرَانِي هُنَا وَأَنَا اتأملها أشاهِدُها وَهِي تَمتَلِئ بِالثُّلُوج. تَعَجَّب حِصَانِي الصَّغِير لِأَمرٍ غَرِيب مِن وُقُوفِي هُنَا وَلَا يُوجَدُ مَنزِل قَرِيب بَين الغَابَة وَالبركَة المُتَجَمِّدَة فِي أَكثَرِ أمسيات السَنَة دُجنة. هَزّ الحِصَان الصُدَاح المُعَلَّق لِيُقرَع الأَجرَاسَ لِيسأَلَ عَن الخطب وَإِن كَانَ هُنَاكَ إِشكالَ. لَا يُوجَدُ صَوت سِوَى ذَاكَ الصَّوت صَوت الرِّيح الخَفِيفَة ونديف الثَّلج. الغابَة سَاحِرَةٌ بَدِيعةٌ وعميقة، لَكِن لَدَيّ وَعُود يَجِبُ أَن أَفِي بِهَا، وأميال أُخْرَى قَبْلَ الرُّقَاد، وأميال أُخْرَى قَبْلَ الرُّقَاد. | Whose woods these are I think I know. His house is in the village though; He will not see me stopping here To watch his woods fill up with snow. My little horse must think it queer To stop without a farmhouse near Between the woods and frozen lake The darkest evening of the year. He gives his harness bells a shake To ask if there is some mistake. The only other sound's the sweep Of easy wind and downy flake. The woods are lovely, dark and deep. But I have promises to keep, And miles to go before I sleep, And miles to go before I sleep. |

«التوقف عند الغابة في أمسية ثلجية» (بالإنجليزية: Stopping by Woods on a Snowy Evening؛ ستوبينغ باي وودز اون اسناوي ايفنينغ)، هي قصيدة للشاعر روبرت فروست، كُتِبَت عام 1922، ونُشِرَت في عام 1923 في مجلده نيو هامبشاير. برز في القصيدة أساليب روبرت فروست الإبداعية في الكتابة مثل التشبيه، والتكرار، والصور الفنية، والتجسيد. وصف فروست قصيدته في رسالةٍ بعثها إلى صديقه لويس أونترماير مادحاً إِيَّاها بقوله «أفضل شيء قدمته للذكرى.»

## نظرة عامة
تصف سطور القصيدة أفكار سائق عربة وحيد (الراوي)، يتوقف في الليل أثناء إِرتِحَاله ليشاهد تساقط الثلج في الغابة. ينتهي الأمر باستذكاره أنه على الرغم من جمال المنظر؛ «لدي وعود يجب أن أفي بها / وأميال لأقطعها قبل أن أنام.»
كتب فروست القصيدة في يونيو 1922 في منزله في شافتسبوري، فيرمونت. ظل مستيقظاً طوال الليل ليكتب قصيدة طويلة «نيو هامبشاير» وانتهى منها في الختام عندما أدرك أن الصباح قد دنا. خرج لمشاهدة شروق الشمس وفجأة خطرت له فكرة «التوقف عند الغابة في أمسية ثلجية». كتب فروست عن القصيدة الجديدة «قصيدة الأمسية الثلجية والحصان الصغير كما لو كنت قد أُصِبت بهلوسة» في «بضع دقائق دون إجهاد».

## الهيكل والأسلوب
كُتِبَت القصيدة في مقاطع رباعيات، والذي أنشأه إدوارد فتزجيرالد الذي تبنى أسلوب شاعر وعالم الرياضيات الفارسي في القرن الثاني عشر عمر الخيام. يتبع كل بيت (باستثناء الرباعي الأخير) مخطط قافية AABA. بشكل عام، مخطط القافية هو "AABA BBCB CCDC DDDD".

## استخدامها في التأبين
أفاد سيد ديفيس من بث وستنجهاوس (بالإنجليزية: Westinghouse Broadcasting) في الصباح الباكر من يوم 23 نوفمبر 1963 بوصول نعش الرئيس جون كينيدي إلى البيت الأبيض، نظراً لأن فروست كان أحد الشعراء المفضلين لدى الرئيس، فقد اختتم ديفيس تقريره بفقرة من هذه القصيدة، إلا أنه غلبت عليه العاطفة ولم يكمل.
في جنازة رئيس الوزراء الكندي السابق بيير ترودو بتاريخ 3 أكتوبر 2000، أعاد ابنه الأكبر جاستن ترودو صياغة المقطع الأخير من هذه القصيدة في تأبينه قائلاً: «الغابة جميلة ومظلمة وعميقة / لقد أوفى بوعوده وحقق النوم» (بالإنجليزية: "The woods are lovely, dark and deep/He has kept his promises and earned his sleep.").
احتفظ أول رئيس وزراء للهند جواهر لال نهرو في سنواته الأخيرة بكتاب قريب منه، حتى أنه كان على منضدة سريره بينما كان يحتضر. كان الكتاب لروبرت فروست، وفي إحدى الصفحات تظهر قصيدة «التوقف عند الغابة في أمسية ثلجية». كان قد وضع خط تحت السطور الأربعة الأخيرة.